# Zbigniew Kwiatkowski (pisarz)
Zbigniew Kwiatkowski (ur. 17 lipca 1920 w Gliniku Mariampolskim, zm. 26 grudnia 1979 w Krakowie) – polski pisarz i reportażysta.
Debiutował jako prozaik w 1949 r. na łamach tygodnika "Odrodzenie" (Warszawa). Był redaktorem prasy krakowskiej, a od 1958 r. tygodnika "Życie Literackie". W 1960 r. otrzymał nagrodę tygodnika "Życie Literackie" za publicystykę.

## Twórczość
- Byłem niemilczącym świadkiem (reportaże)
- Z zaułków i gościńców (szkice)
- Historia Petita, jamnika zwykłego, ale i niezwykłego (opowieść)
- Wczoraj, dziś i... (reportaże)
- Striptease dnia powszedniego (szkice)